# Селкерк (горы)

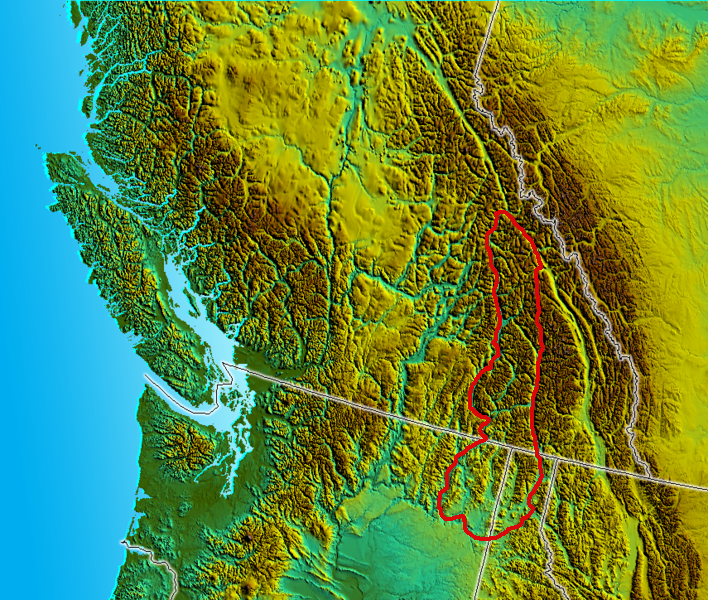
Расположение хребта

Се́лкерк (англ. Selkirk Mountains) — горный хребет на севере штата Айдахо, востоке штата Вашингтон и юго-востоке канадской провинции Британская Колумбия. Начинается близ города Кер-д’Ален в округе Кутеней штата Айдахо (на юге) и простирается более чем на 320 км на север от границы. Вместе с ближайшими хребтами Монаши и Перселл, а также с хребтом Карибу, Селкерк является частью крупного горного массива Колумбия.
Высшей точкой хребта является гора Сэр-Сандфорд, высота которой составляет 3519 м над уровнем моря. В геологическом отношении хребет является более древним, чем Скалистые горы. Имеются залежи угля, меди, золота, серебра, ртути и цинка.
Хребты Селкерк и Перселл находятся на территории канадского национального парка Глейшер. Перевал Роджерс на хребте является национальным историческим местом Канады.